# نادي كوريتيبا
نادي كوريتيبا لكرة القدم (بالبرتغالية: Coritiba Foot Ball Club‏) نادي كرة قدم برازيلي يلعب في دوري الدرجة الأولى . تم تأسيس النادي في سنة 1909 أرض النادي هو ملعب كوتو بيريرا

## موردي المعدات الرياضية
- أديداس (1979–1987)
- Arcal (1988-1988)
- Campeã (1989-1991)
- أمبرو (شركة) (1992–1996)
- جزاء (1997-2005)
- ديادورا (2006–2008)
- لوتو (2008-2011)
- نايكي (2012-2013)